# Вінаго зеленолобий
Віна́го зеленолобий (Treron bicinctus) — вид голубоподібних птахів родини голубових (Columbidae). Мешкає в Південній і Південно-Східній Азії.

## Опис

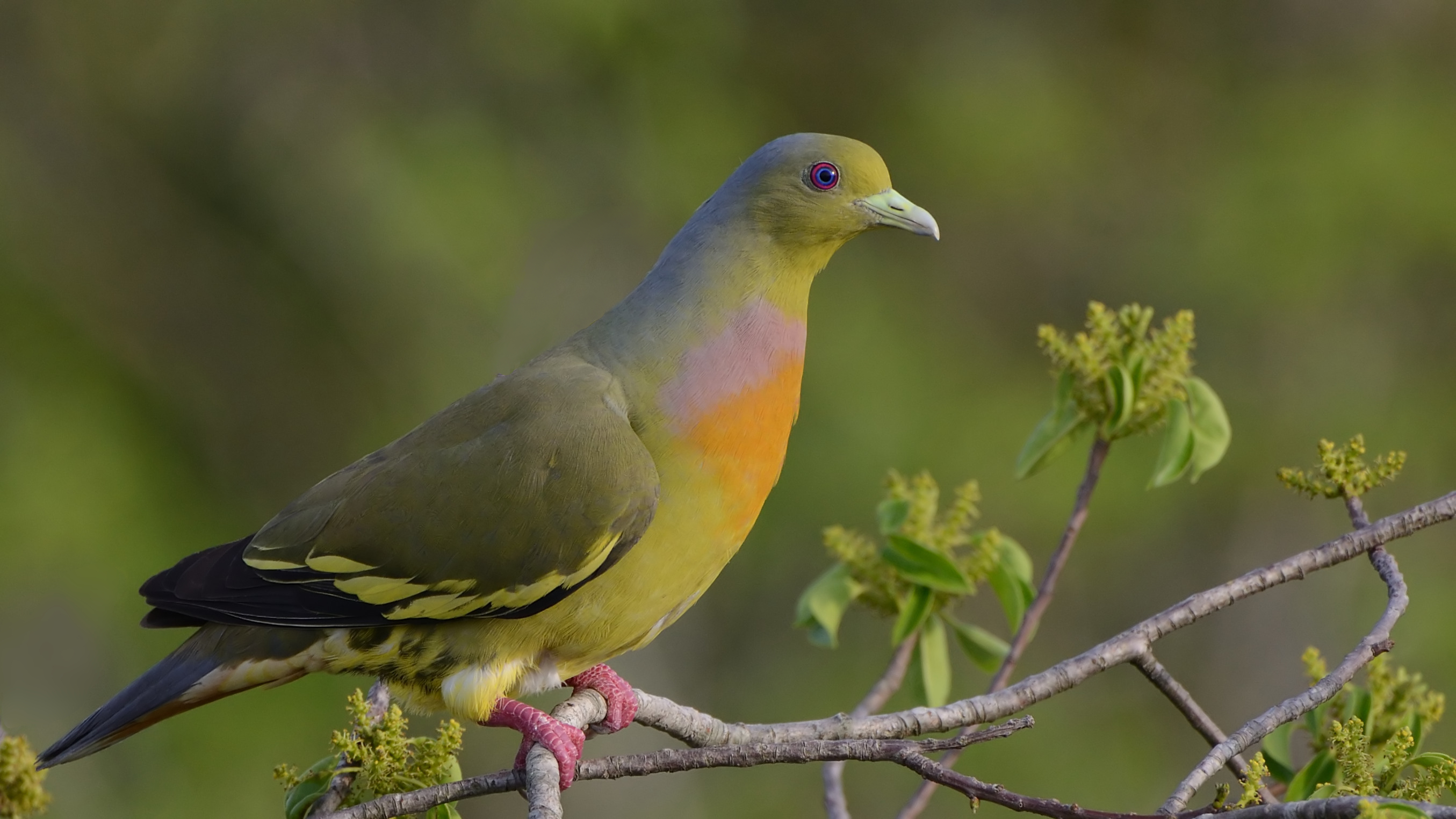
Самець зеленолобого вінаго (Сундарбан, Індія)

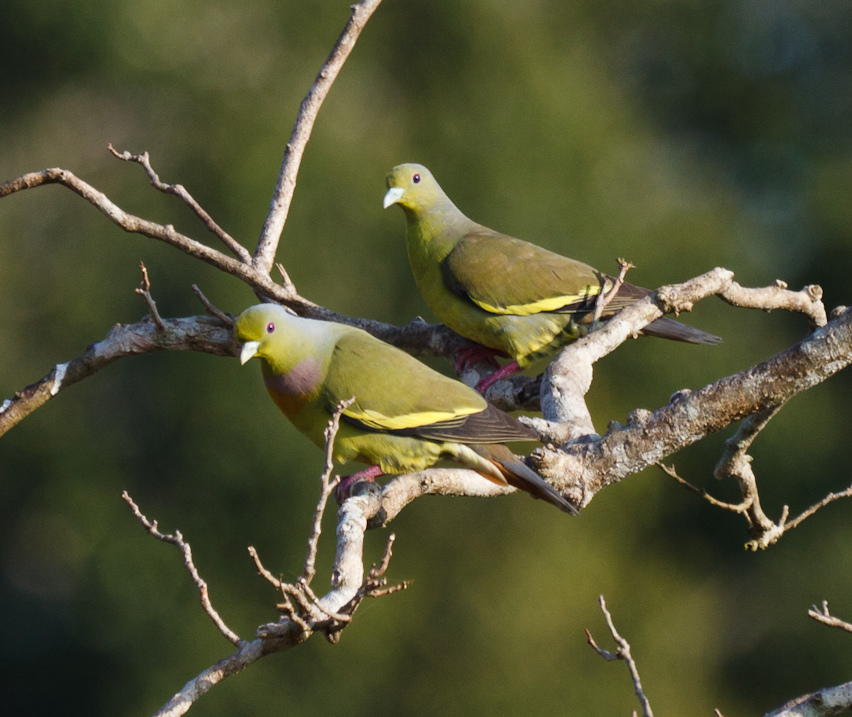
Пара зеленоголих вінаго (Шрі-Ланка)

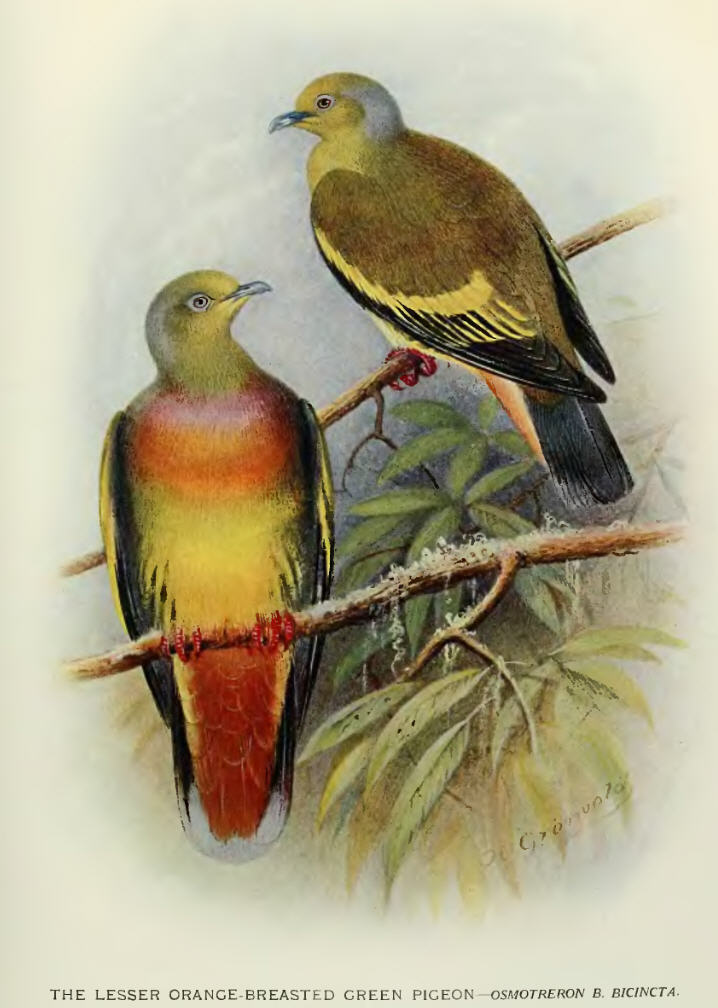
Зеленолобі вінаго

Довжина птаха становить 25,5—28 см, вага 142—198 г. Довжина крила становить 15—16 см, довжина хвоста 7,7—9,2 мм, довжина дзьоба 16—18 мм, довжина цівки 18—21 мм.
У самців голова й горло світло-зелені, верхня частина грудей рожева, нижня частина грудей оранжева. Живіт жовтувато-зелений, боки більш темні. Нижня частина живота і стегна жовті. Шия сизувата, спина і плечі оливково-зелені. Третьорядні покривні пера крил світло-оливково-зелені, другорядні покривні пера зелені, на кінці жовті, першорядні покривні пера чорні, на кінці зелені. Першорядні і другорядні махові пера чорні, на кінці жовті, третьорядні махові пера оливкові, на кінці жовті. Нижні покривні пера крил темно-сірі. Надхвістя зелене, верхні покривні пера хвоста коричнювато-зелені. Верхня частина хвоста сіра. На хвості є дві широкі смуги — чорна біля кінця хвоста і темно-сіра біля самого кінчика. Нижні покривні пера хвоста червонуваті з охристо-жовтими краями. Нижня сторона хвоста чорна з попелястою смугою на кінці. Райдужки червоні або рожеві з синіми або фіолетовими кільцями. Навколо очей плями голої синьо-фіолетової шкіри. Восковиця й дзьоб біля основи блакитнуваті або зеленуваті. Кінець дзьоба білуватий з зеленим або блакитним відтінком.
Забарвлення самиць подібне до забарвлення самців, однак менш яскраве. Потилиця в них сизувата, груди світло-зелені. Забарвлення молодих птахів подібне до забарвлення самиць, однак ще менш яскраве. Третьорядні покривні пера крил і третьорядні махові пера в них коричнюваті, хвіст темний, так, що чорна смуга на ньому непомітна, однак попеляста смуга на кінчику хвоста все ж помітна.
Представники підвиду T. b. leggei мають менші розміри, ніж представники номінативного підвиду. Верхня частина тіла в них більш темна й має коричнюватий відтінок. На потилиці сизе оперення покриває більшу площу. У представників підвиду T. b. domvilii оранжева пляма на грудях облямована рожевою смугою, живіт і горло в них більш темні. Представники підвиду T. b. javanus схожі на представників підвиду T. b. domvilii, однак сиза пляма на потилиці в них менша, а живіт і горло більш темні.

## Підвиди
Виділяють чотири підвиди:
- T. b. leggei Hartert, E, 1910 — острів Шрі-Ланка;
- T. b. bicinctus (Jerdon, 1840) — від Індостану (Західні і Східні Гати, передгір'я Гімалаїв, тераї) до Індокитаю і Малайського півострова;
- T. b. domvilii (Swinhoe, 1870) — острів Хайнань;
- T. b. javanus Robinson & Kloss, 1923 — острови Ява і Балі.

## Поширення і екологія
Зеленолобі вінаго мешкають в Індії, Непалі, Бутані, Бангладеш, М'янмі, Таїланді, Китаї, В'єтнамі, Лаосі, Камбоджі, Малайзії, Індонезії і на Шрі-Ланці. Вони живуть у вологих рівнинних тропічних лісах, у мангрових лісах, на болотах, на плантаціях і в садах. Зустрічаються парами або невеликими зграями, на висоті до 1500 м над рівнем моря. Часто приєднуються до змішаних зграй птахів. Ведуть деревний спосіб життя. Живляться плодами, зокрема плодами фікусів, гуаяви, лантана і коричника. Гніздяться на деревах, на висоті від 2 до 8 м над землею. Гніздо являє собою невелику платформу з гілочок. У кладці 2 білих яйця, інкубаційний період триває 12—14 днів.